# قلعه آخکند پائین
قلعه آخکند پائین مربوط به دوران‌های تاریخی پس از اسلام است و در شهرستان بیجار، بخش چنگ الماس، روستای آخکند پائین واقع شده و این اثر در تاریخ ۱۰ دی ۱۳۸۱ با شمارهٔ ثبت ۶۸۲۴ به‌عنوان یکی از آثار ملی ایران به ثبت رسیده است.